# Błonie (Wampierzów)
Błonie – część wsi Wampierzów w Polsce, położona w województwie podkarpackim, w powiecie mieleckim, w gminie Wadowice Górne.
W latach 1975–1998 Błonie należały administracyjnie do województwa tarnowskiego.